# Zampogna

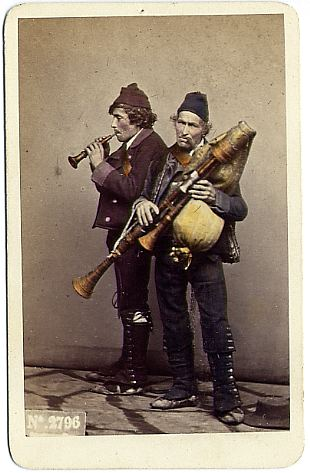
Duo mit Zampogna a chiave und Ciaramella

Die Zampogna [dzamˈpoɲɲa] (Plural Zampogne) ist eine italienische Sackpfeife. Ihr Ton wird von Einzel- oder Doppelrohrblättern erzeugt und ihr polyphones Spiel ist bis heute in Mittel- und Süditalien zu hören. Der Ausdruck Zampogna bezeichnet sowohl einzelne Formen des Instruments als auch eine ganze Klasse von Sackpfeifen, zu der auch die Surdulina gehört. Die Vorgeschichte der Zampogna reicht ähnlich weit zurück wie die der Launeddas, der dreifachen Rohrpfeifen auf Sardinien.
In einigen Gegenden wird die Zampogna le ciarammelle (nordöstliches Latium: Alta Sabina) oder i ciarameddi (Kalabrien, Sizilien) genannt (vgl. Ciaramella). Weitere in Italien verbreitete Sackpfeifenformen sind unter anderem: Müsa, Baghèt, Karamunxia und Cornette.
Zampogna a due bocche („Zampogna mit zwei Mündungen“) hieß eine einteilige Doppelflöte.

## Bauform
Die Zampogna hat zwei Melodiepfeifen mit konischer Innenbohrung und ein bis vier Bordunpfeifen. Die größere der beiden Melodiepfeifen kann über 150 Zentimeter lang sein. Alle Pfeifen werden von in einer Holzhalterung aufgenommen und am Luftsack befestigt, der aus dem gegerbten Balg einer Ziege besteht.
Es gibt folgende Formen:
- Zampogna a chiave („Zampogna mit Klappe“): Eine der (unterschiedlich langen) Melodiepfeifen mit Doppelrohrblatt hat eine Klappe. Eine modernisierte Form heißt zampogna a chiave modificata.
- Zampogna a paro („paarweise angeordnete Zampogna“): Alle Pfeifen (Melodie- und Bordunpfeifen) sind gleich lang und können Einfach- oder Doppelrohrblätter haben.
- Zampogna zoppa („hinkende Zampogna“): Sie hat verschieden lange Spielpfeifen mit Doppelrohrblättern und hat ein oder zwei Bordune.
- Surdulina: Hat Einfachrohrblätter und zwei oder drei Bordune.

## Spielweise
Trotz ihrer aufwändigen Bauweise ist der Ton der Zampogna weich und melodiös. Sie wird allein oder mit Tamburello, Organetto oder Ciaramella gespielt – ebenso im Trio oder in größeren Formationen, den sogenannten Bandas.
Die ursprünglich Verwurzelung der suonatori („Spieler/ Musiker“) im Hirtenmilieu ist weitgehend verblasst. Heute werden die Zampogne beim Tanz und zum Weihnachtsfest gespielt. Sie werden auch im Gottesdienst verwendet, wo sie den Gesang begleiten.